# Instituto de Identificação Pedro Mello
O Instituto de Identificação Pedro Mello (IIPM) é um órgão estadual da administração direta vinculado à Secretaria da Segurança Pública do Estado da Bahia por meio do Departamento de Polícia Técnica. Está sediado na Avenida Centenário, nos Barris, em Salvador, Bahia.
Foi criado por lei estadual em 1910 e seu nome é homenagem a Pedro Augusto de Mello, pioneiro na identificação na Bahia.
São realizados no IIPM os serviços de identificação civil, criminal, necropapiloscópica, perícia de fragmento de impressões digitais coletadas em local de crime e identificação funcional. 
O IIPM produz anualmente cerca de 1 milhão de documentos de identidades em todo o Estado, além da identificação criminal, agora totalmente digitalizada e ligada ao AFIS Nacional Criminal do Departamento de Polícia Federal. Atualmente utiliza o SIIDA-Sistema Informatizado de Identificação por Impressões Digitais do Estado da Bahia.
Fazem parte do IIPM as coordenações de:
- CIPIN - Coordenação de IDENTIFICAÇÃO DE POSTOS INFORMATIZADOS DA CAPITAL
- CPNI - Coordenação de POSTOS NÃO INFORMATIZADOS - INTERIOR
  - CIDOM - Coordenação de Identificação em Domicílio
  - COPEP - Coordenação de PERÍCIAS PAPILOSCÓPICAS
  - CICRI - Coordenação de Identificação Criminal
  - COSIS - Coordenação de Sistemas
  - COCID - Coordenação de Identificação
  - CDOD - Coordenação de Documentação Onomástica - Datiloscópica
  - COARQ - Coordenação de Arquivo Onomástico e Datiloscópico
  - CIPAP - Coordenação de Pesquisa Datiloscópica
  - COPAT - Coordenação de Apoio Técnico
  - CPROJ - Coordenação de Projetos